# Пелєшаць

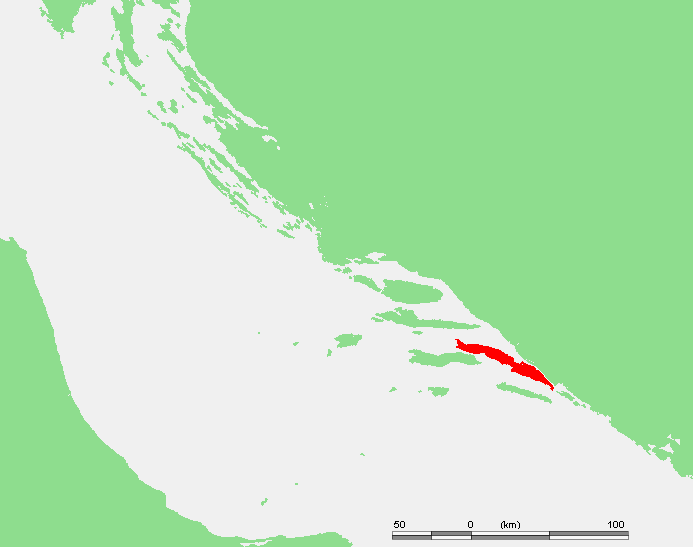
Положення Пелєшаця у Хорватії

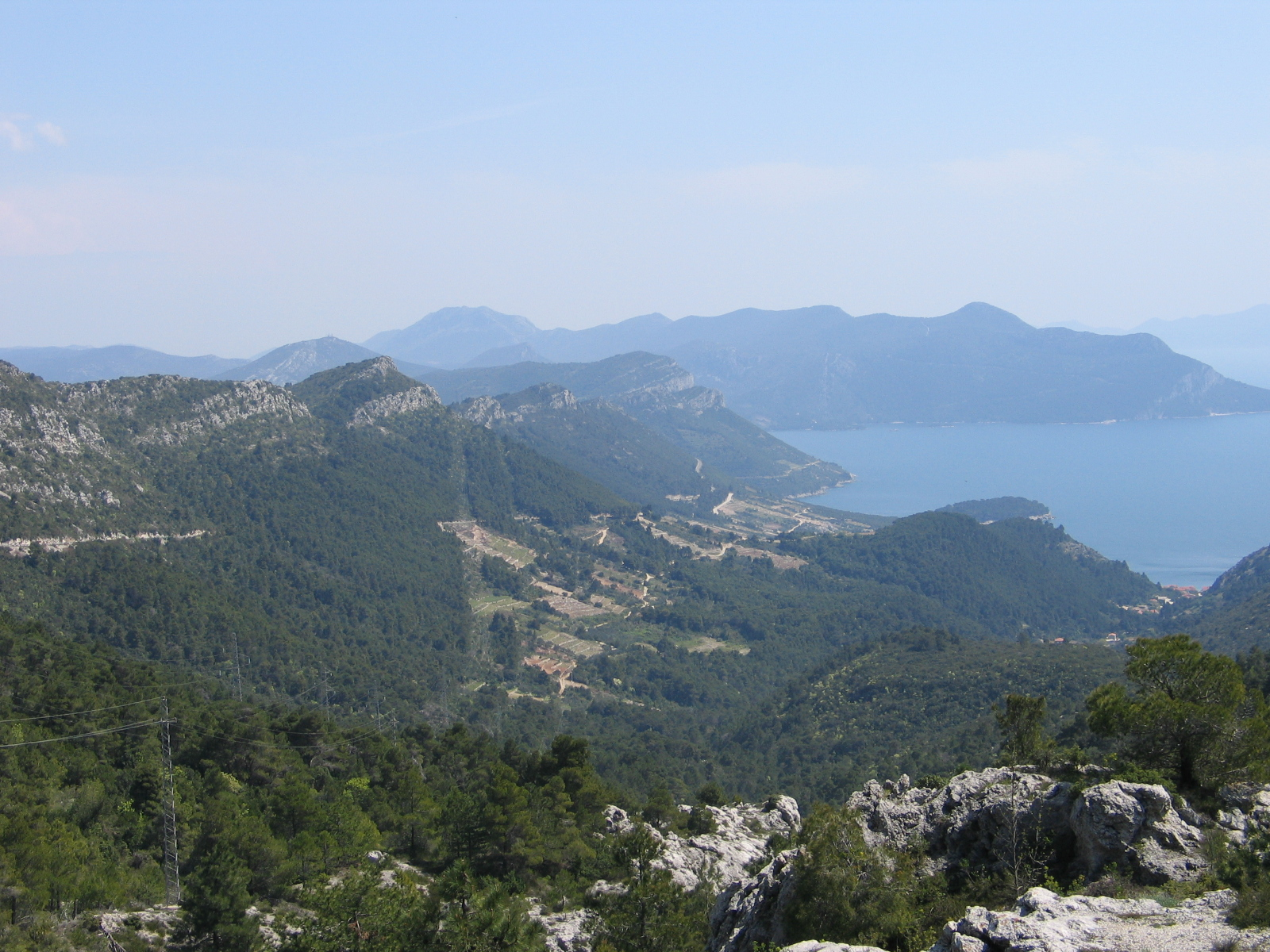
Південний берег півострова

42°55′30″ пн. ш. 17°24′13″ сх. д. / 42.925° пн. ш. 17.40361111° сх. д.
Пелєшаць (хорв. Pelješac, італ. Sabioncello) — півострів у південній частині Хорватії, що має довжину 70 км і ширину від 3 до 8 км. З материком Пелєшаць сполучений вузьким перешийком, на якому розташовано місто Стон. Від материка півострів відокремлюється Неретванською затокою, від острова Млєт — Млєтською протокою, а від острова Корчула — відносно вузькою Пелєшацькою протокою. Найвища точка півострова — гора Св. Іллі (961 м), біля підніжжя якої розташовано місто Оребич.
В адміністративному плані півострів розділений на чотири громади, що входять в жупанію Дубровник-Неретва. Основні населені пункти — Оребич (4165 осіб на 2001 рік), Стон (2605 осіб) і Трпань (871 особа).

## Економіка і транспорт
Південний, м'який клімат півострова, а також родючі ґрунти роблять його одним із головних центрів виноградарства і вирощування апельсинів та лимонів у Хорватії. Відомі хорватські вина Дингач, Поступ, Світи Ана виробляються саме на Пелєшаці. Столиця виноробства на півострові — містечко Потом'є.
Пелєшаць (особливо міста Стон і Малий Стон) також є хорватським центром вирощування устриць і мідій. Настільки сприятливі умови для вирощування цих молюсків пояснюються зниженою солоністю води в Неретвянській затоці через впадання в нього повноводної річки Неретва. Як і острови Далмації, Пелєшаць — привабливе курортне місце.
Півострів сполучений поромними лініями з материком (Трпань — Плоче) і з островом Корчула (Оребич — Корчула).
Для з'єднання півострова з основною територією Хорватії збудовано Пелєшацький міст. До введення його в експлуатацію по суші по хорватській території в Дубровник потрапити було не можна, оскільки 9-кілометрова ділянка узбережжя належить Боснії і Герцеговині. Будівництво моста, що почалося, було припинене після протестів уряду Боснії і Герцеговини, що заявляла, що міст заважатиме великим суднам заходити в боснійський порт Неум. Після переговорів, що визначили параметри мосту, які влаштують обидві сторони, будівництво відновлено. Урочисте завершення його будівництва відбулося 29 липня 2021 року. Повністю роботи на ньому завершилися 26 липня 2022 року, і того ж дня його відкрили для автомобільного руху.

## Пам'ятки
- Оребич — місто моряків. Незважаючи на відносно невеликі розміри, вже в XIX столітті Оребич був другим після Рієки портом Далмації. Морський музей, експонати якого розповідають про історію мореплавання в Далмації. На захід від міста розташований старовинний францисканський монастир (XV століття), поряд із ним старовинне кладовище моряків.
- Стон — місто при з'єднанні Пелєшаця з материком. Розуміючи стратегічну важливість цього місця, перші укріплення тут будували ще римляни. Рагузька республіка, якій місто і півострів належали в Середньовіччя, побудувала на навколишній горі потужну фортецю (XIV—XVI ст.) з довгими й товстими стінами, яка давала змогу контролювати весь регіон. Захист Стону був також важливий через солевидобуток, доходи від якого складали значну частину бюджету республіки. Окрім фортеці, у місті чимало інших цікавих будівель. Насамперед це готичні й ренесансні палаци і будівлі XV—XVI ст.